# Stop, Look and Listen
Stop, Look and Listen ist eine US-amerikanische animierte Kurzfilmkomödie von Len Janson und Chuck Menville aus dem Jahr 1967.

## Handlung
Ein Mann geht am Morgen in seine Garage und fährt mit seinem Auto los – das nicht zu sehen ist, jedoch Geräusche macht und durch die anscheinend fahrende Fortbewegung des Mannes existiert. An einer Ampel hält neben dem Mann ein Bus, der ebenfalls nicht zu sehen ist. Aus einer anderen Garage startet ein Mann mit einem Rennwagen und hinterlässt eine große Reifenspur auf dem Asphalt. Er rast durch die Straßen und muss schon bald tanken. Dabei trinkt er das Benzin. An der Tankstelle wird ihm zudem die Brille als Scheibe gereinigt. Wegen zu schnellen Fahrens hält ihn kurz darauf ein Polizist in einem ebenfalls nicht sichtbaren Polizeiwagen an.
Bald kommt es zu einem Zweikampf zwischen dem Rennwagenfahrer und dem Mann vom Beginn. Während dieser gesittet fährt, rast der Rennwagenfahrer zu jeder Ampel, an der er dann doch warten muss und von dem anderen Mann eingeholt wird. Er fährt über die Brille des Mannes und reißt sich durch das Glas den Hosenboden auf bzw. beschädigt sich einen Reifen. Er pumpt sich bzw. den Reifen über seinen Bauchnabel auf.
Nachdem der Rennwagenfahrer auf einer vom anderen Mann weggeworfenen Bananenschale ins Schlingern gekommen ist, beginnt eine Jagd des schnellen Wagens auf den langsamen, die erst endet, als dem Rennwagen das Benzin ausgeht und er daraufhin verunfallt. Der Rennwagen samt Fahrer wird abgeschleppt. Bald darauf hält neben dem Mann erneut ein Rennwagen, diesmal mit einer Fahrerin – die dem Rennwagenfahrer verblüffend ähnelt.

## Produktion
Stop, Look and Listen wurde als Pixilation (Einzelbildschaltung), einer Form von Stop-Motion, realisiert. Dadurch scheint es, als ob die auf dem Asphalt sitzenden Männer tatsächlich fahren würden. Die Dreharbeiten zum Film fanden in Los Angeles statt. Stop, Look and Listen wurde 1967 veröffentlicht.

## Auszeichnungen
Stop, Look and Listen erhielt 1968 eine Oscar-Nominierung in der Kategorie Bester Kurzfilm.